# Yisrael Meïr Lau
Yisrael Meïr Lau (en hebreu: ישראל מאיר לאוו) va néixer al juny de 1937 a Piotrków Trybunalski, Polònia, és l'actual gran Rabí de la ciutat de Tel-Aviv a Israel. De 1993 a 2003 va ser el rabí en cap asquenazita de l'Estat d'Israel.
El seu pare, Moixé Hayyim Lau, va ser el rabí de Piotrków. Quan tenia sis anys, Meïr Lau va ser deportat al Camp de concentració de Buchenwald.
Ell i el seu germà Naftalí van ser els únics membres de la seva família que van sobreviure a l'Holocaust. Tots dos van emigrar a Palestina en 1945. Després d'estudiar el Talmud a Jerusalem (a la Ieixivà Kol Torà), a Zichron Yaakov (a la Ieixivà Knesses Chizkiyahu) i a Bené-Berac (a la Ieixivà de Ponevezh), Meïr Lau va ser ordenat rabí en 1971 i va treballar a Tel-Aviv i Netanya. De 1988 a 1993 va ser el principal rabí i el cap del tribunal rabínic (Bet Din) de Tel-Aviv i Jaffa. Després va exercir com el rabí en cap asquenazita d'Israel, i va esdevenir el gran rabí de Tel-Aviv després de finalitzar el seu mandat en 2003. En 2005, Lau va rebre el Premi Israel pels assoliments de la seva vida. En el mateix any va ser guardonat amb un doctorat honorari per la Universitat Bar-Ilan. En 2008, després de la mort de Josef Lapid, va ser nomenat nou president del consell assessor del memorial Yad va-Xem. Lau té tres fills i cinc filles. El seu fill David Lau ha oficiat des de 2013 com el rabí en cap asquenazita d'Israel.